# Катастрофа Ил-14 во Внукове (1959)
Авиакатастрофа во Внукове — авиационная катастрофа, произошедшая 23 октября 1959 года с самолётом Ил-14 Азербайджанского управления ГВФ (Аэрофлот), выполнявшего рейс № 200 по маршруту Баку — Москва с промежуточными посадками в Махачкале, Астрахани и Сталинграде.

## Обстоятельства катастрофы
Погода мешала выполнению полёта с самого начала.
В аэропорт Сталинграда рейс прибыл с задержкой на 2 с лишним часа. В 14:20 самолёт вылетел во Внуково, но и этот аэропорт закрылся по метеоусловиям. Через 2 часа после взлёта борт вернулся в Сталинград. В 18:50 экипаж, работавший без отдыха почти 14 часов, произвёл повторный взлёт.
Полёт проходил на эшелоне 1500 м. К моменту прилёта фактическая погода в районе аэропорта Внуково была — облачность 10 баллов, 70 м, видимость 1,5-2 км.
В 22:10 на подлёте к аэропорту Внуково в условиях низкой облачности при попытке совершить посадку самолёт в 700 метрах от посадочной полосы задел деревья, упал в лес, разрушился и сгорел.

## Жертвы
Выжил в катастрофе, получив тяжёлые травмы, лишь один пассажир — фельдъегерь МВД Азербайджанской ССР по имени Махмуд; 5 членов экипажа и 23 пассажира — погибли. Среди погибших оказался Сергей Агабабов — дагестанский советский композитор.